# Pawe
Pawe est un woreda spécial de la région Benishangul-Gumuz, en Éthiopie.
Il a 45 552 habitants en 2007.

## Situation
Pawe est bordé par la zone Metekel de la région Benishangul-Gumuz au sud et à l'ouest, il est bordé par les zones Semien Gondar et Agew Awi de la région Amhara au nord et à l'est.
Les principales agglomérations du woreda sont Adis Alem, Alimu et Felege Selam,.
Adis Alem est également connue sous le nom de Pawi ou Ketema[à vérifier], Alimu sous le nom d'Almu[à vérifier] et Felege Selam sous le nom de Mindeera ou Mender Arat[à vérifier].

## Histoire
Dans les années 1980, le régime du Derg a contraint des populations du nord du pays à venir s'installer dans le woreda[réf. souhaitée].
Au recensement de 1994, le woreda faisait partie de la zone Metekel et n'avait pas de statut particulier.
Il se transforme en 2007 en woreda spécial, statut qui le rattache directement à la région Benishangul-Gumuz.

## Population
Au recensement de 2007 le woreda a 45 552 habitants et 22 % de sa population est urbaine.
En 2020, sa population est estimée par projection des taux de 2007 à 64 592 personnes.